# 르노코리아 SM 시리즈
르노코리아 SM 시리즈 (Renault Korea SM Series)는 르노코리아자동차에서 2025년 3월까지 생산한 승용차 시리즈이다. SM은 르노삼성자동차 (Samsung Motors)의 앞 글자를 따서 만들었으며, 준중형 세단 SM3, 중형 세단 SM5, 준대형 세단 SM7, SM5와 SM7의 중간급의 중형 세단 SM6가 있었다.

## 목록
전 차종 가솔린 모델 기본 탑재
- SM3
  - SM3 dCi
  - SM3 Z.E.
- SM5
  - SM518
  - SM520 
    - SM520SE
    - SM520LE

  - SM520V 
    - SM520V+

  - SM525V
  - SM530L (삼성그룹 최고 임원단 전용으로  10대 한정 생산)
  - SM5 D
  - SM5 TCE
  - SM5 LPG
- SM6
  - SM6 dCi
  - SM6 TCE
  - SM6 LPG
- SM7
  - SM7 LPG

## 같이 보기
- 르노코리아 QM 시리즈
- 현대 i 시리즈
- 기아 K 시리즈
- 기아 R 시리즈
- 쌍용 코란도 시리즈